# NGC 5068

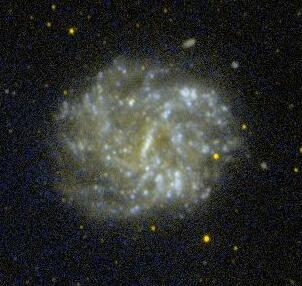
NGC 5068 all'ultravioletto

NGC 5068 è una galassia a spirale barrata nella costellazione della Vergine. NGC 5068 è distante circa 17 milioni di anni luce e ha un diametro di oltre 45.000 anni luce.

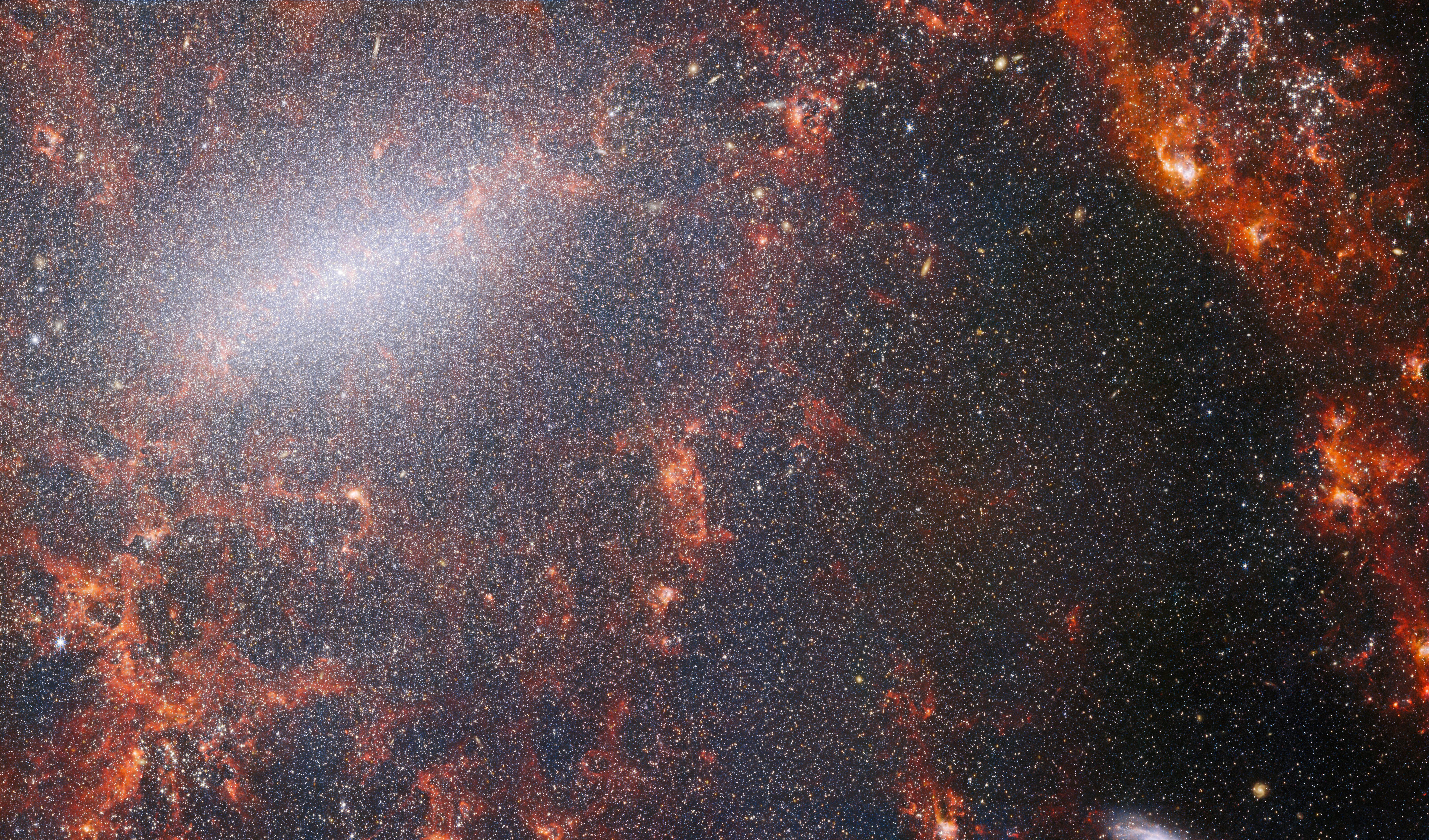
La parte centrale di NGC 5068 ripresa dal JWST
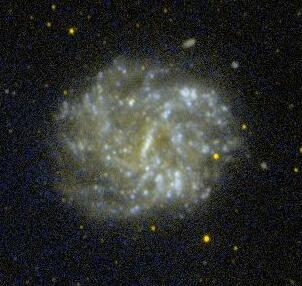
NGC 5068 all'ultravioletto